# Ірокези
Іроке́зи (знані також як: Іроке́зька конфедера́ція, Ліга Миру та Сили, Люди До́вгого Буди́нку, П'ять націй) — група корінних американських народів, що складалася з п'яти споріднених племен: могавки, онейда, онондага, кайюга і сенека. Шостий етнос тускарора приєднався після того, як ці п'ять об'єдналися. Сама назва народу Ходеносауні перекладається як «люди довгого будинку». Коли перші європейці прибули в Америку, Ліга уже була сформована і займала північносхідну частину сучасних США.

## Назва

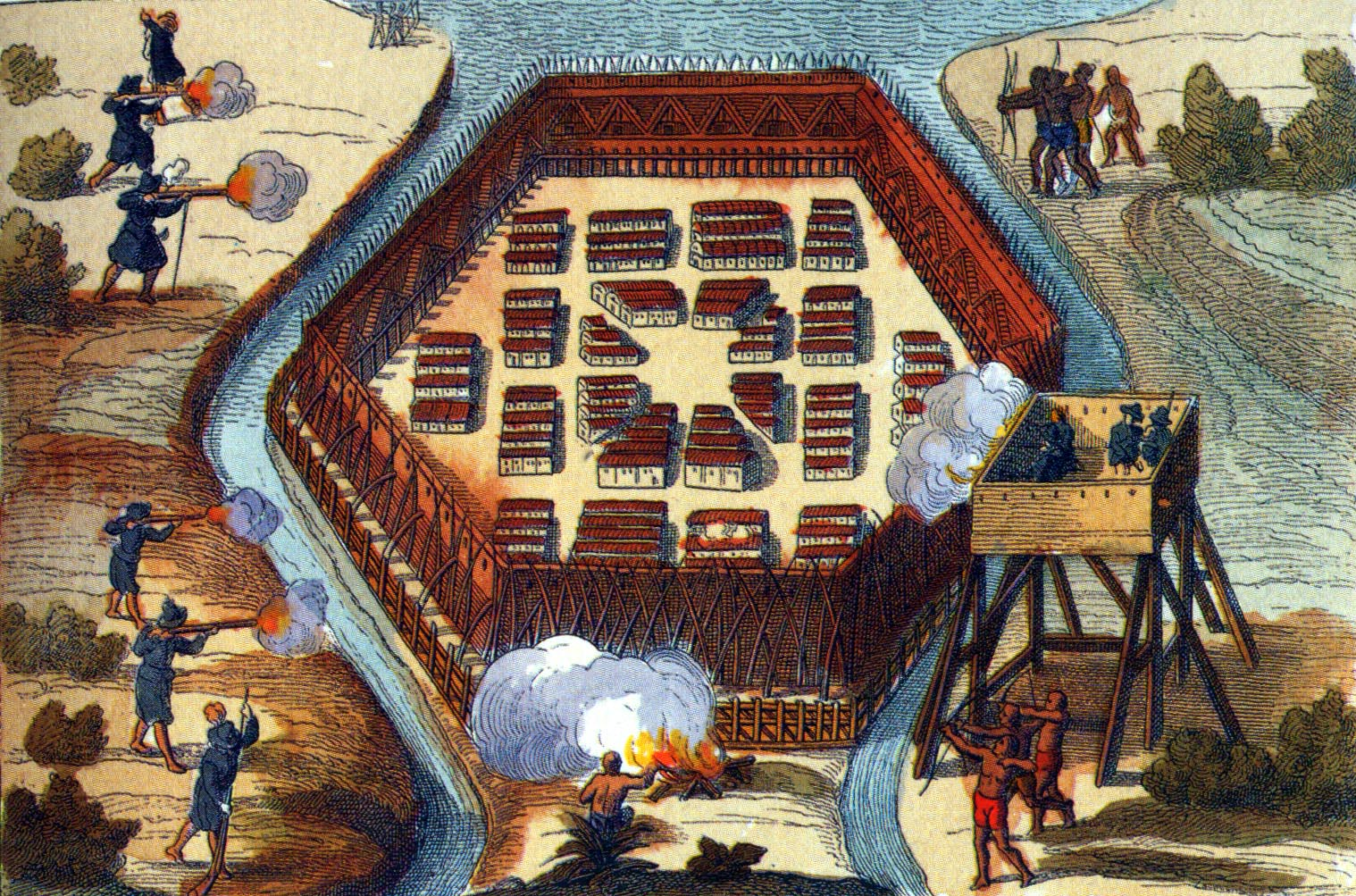
Війська Шамплейна штурмують табір онондагів

Слово ірокез має кілька етимологічних пояснень:
- Можливо це французький покруч гуронського слова ігінахоїв, що означає «чорні змії» або «справжні змії». Ірокези були ворогами гуронів і алгонкінів, які вели торгівлю з французькими факторіями.
- За іншою версією ходеносауні («Люди довгого будинку») завжди закінчували промови словами «хіро коне»: «хіро» перекладається як «я закінчив», а «коне» має полісемантичне значення, залежно від ситуації може означати «радісно», «сумно», «правдиво». Для французів ці слова звучали як «ірокве», що зафіксовано у документах тих часів.
- За версією французького лінгвіста Вальтера «ірокез» походить від баського «хілокоа», що перекладається як «убивця людей».
- Назву «Хо-де-но-сау-ні» за легендами народу ірокезів дав Великий Миротворець в часи, коли створювалася конфедерація. Зміст його послання був у тому, що тепер п'ять племен повинні були жити як одна родина в одному довгому будинку. Символічно плем'я сенека оберігало західні двері цього «будинку», могавки — східну, а онондага, які жили між ними стерегли вогнище.

## Побут
Традиційне житло ірокезів — довгий будинок (овачіра), який робили з кори дерева. У такому будинку жив увесь рід, який очолював старійшина (сахем або сашем). Ірокези жили в селах по 20-100 будівель. Навколо поселення були розташовані сади та поля. Під час формування Ліги села почали огороджувати частоколом для захисту від ворогів. Описуються (Ремасье, Ramusio) також і більші поселення на 50 будинків. Враховуючи велику кількість людей у кожному родовому домі можна підрахувати, що кількість населення було приблизно 3 500.
Ірокези вели примітивне сільське господарство, вирощуючи кукурудзу і боби. Важливу роль відігравало також полювання, риболовля.
Одяг первісного ірокеза — легіни, набедренна пов'язка, мокасини (ейхтакваваовех). Поверх цього в холодну пору року носили шкіру, яку зав'язували як халат. Ліга вела доволі успішну торгівлю з європейцями, тому тканина майже зовсім витіснила шкіру. Одяг поступово набував європейського вигляду, хоча його прикрашали голками голкошерста, бісером тощо. Шкіряний одяг використовували майже виключно для ритуалів і полювання.

## Традиції

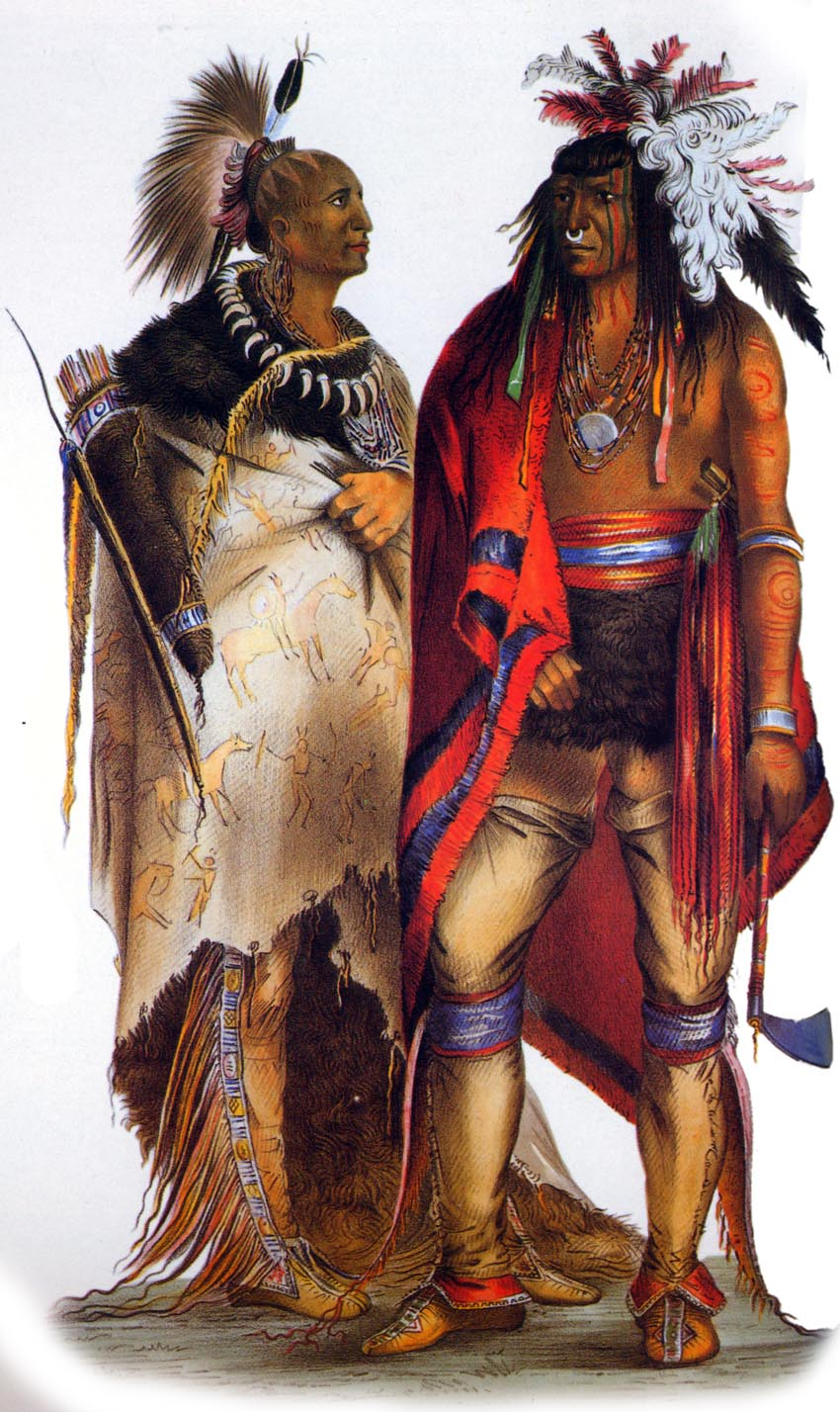
Два ірокези в традиційному одязі

Ірокези не були генетично однорідними, оскільки за їхнім розумінням походження людини було неважливим. Часто вони починали війни з метою поповнення населення за рахунок полонених, переважно підлітків та дітей. Це різниться з європейським поняттям нації, де важлива насамперед чистота крові[джерело?]. Оскільки в ірокезів не було свого письма, їхня історія передавалася через наративи. Існують свідчення про священний пояс (вам-пам), який зберігався у центрального племені ліги онондага. Цей пояс був зроблений з акуратно відшліфованих мушель різного кольору, що означали різні події в житті народу. Старійшини племені могли «читати» по поясу свою історію.
Вірування ірокезів були тісно пов'язані зі змінами пір року, що свідчить про їхнє аграрне походження.
У ірокезів є багато обрядових танців. Музики та співаки сідали в центр, а танцівники — навколо. Ірокези грали на різноманітних маракасах, брязкальцях, свистках та барабанах.
Ірокези відомі традицією знімати скальп. Їхня зачіска — зібраний жмуток волосся на маківці.

## Соціальна структура ірокезів
Конфедерація ірокезів утворилася в кінці шістнадцятого століття, як об'єднання п'яти племен, до якого згодом долучилося шосте:
- сенека, або онондовахгах — люди великої гори.
- каюга, або гуйохкохн'йох — люди великого болота.
- онондага, або оньондагега — люди гори.
- онейда, або онайотекаоно — люди стоячого каменю.
- могавки, або канієнкехака — люди великого кременю.
- тускарора, або ска-рух-рех — люди, що носять сорочки.

Плем'я тускарора приєдналося до Ліги в 1722 році. Воно було витіснено з півдня і поселилося між онейда та онондага.
Центральна влада належала великій раді представників племен в кількості п'ятдесяти чоловік. Кожне плем'я надавало повноваження своїм старійшинам-депутатам, які утворювали щось на зразок фракції. Кількість представників була неоднакова для різних племен: могавки — 9, онейда — 9, онондага — 14, каюга — 10 і сенека — 8. Тускарора взагалі не мала своїх депутатів, оскільки приєдналася до Ліги набагато пізніше. Важливі рішення ухвалювалися тільки тоді, коли всі фракції голосували одностайно. Таким чином у кожного племені було право вето на рішення Ліги. Збиралася велика рада по запиту одного з племен. Збори були відкриті для простих членів племені, де вони могли виступати перед депутатами, однак рішення приймалися без сторонніх.
Американські історики сперечаються у ступені впливу улаштування ірокезів на структуру конституції США. З одного боку, під час детально задокументованих дебатів того часу на цю тему не згадувалися ірокези. З другого — паралелі між федеративним урядом США і Ліги ірокезів настільки очевидні, що заперечувати їх важко. Відомо, що батьки-засновники США, такі як Томас Джеферсон та Бенджамін Франклін, залучалися до справ з ірокезами, оскільки вони на той час заселяли майже всі північно-східні штати.
Усі шість племен ліги в свою чергу ділилися на матрилінійні клани:
- Вовк (сенека, кайюга, онондага, тускарора, онейда, могавки)
- Ведмідь (сенека, кайюга, онондага, тускарора, онейда, могавки)
- Черепаха (сенека, кайюга, онондага, тускарора, онейда, могавки)
- Олень (сенека, онондага, тускарора)
- Бекас (сенека, кайюга, онондага, тускарора)
- Бобер (сенека, онондага, тускарора)
- Чапля (сенека, кайюга)
- Яструб (сенека, онондага)
- Вугор (онондага, тускарора)

Деякі з них були спільними для всіх племен (клани Вовка, Ведмедя та Черепахи), а деякі існували тільки в межах кількох племен.

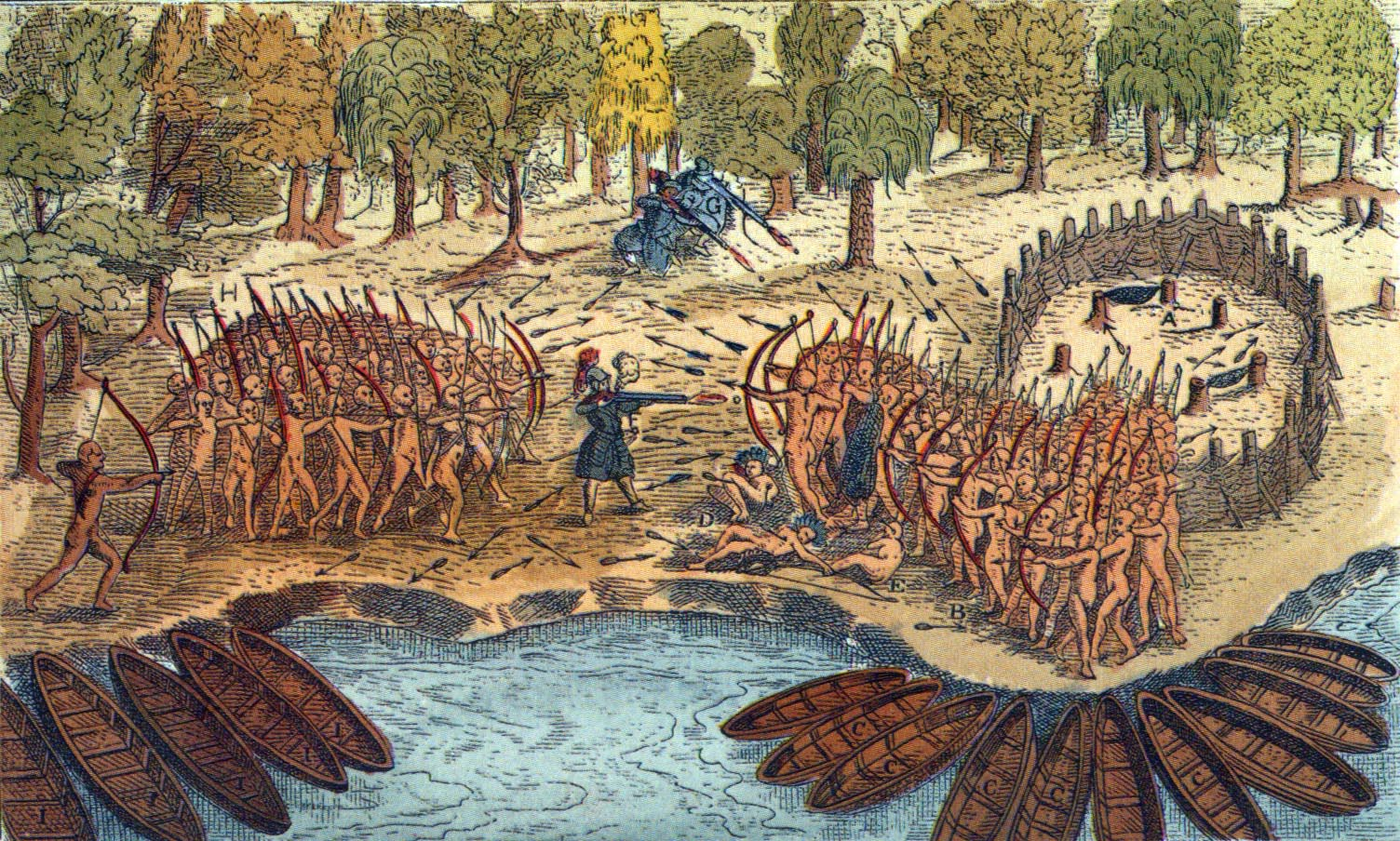
Перестрілка ірокезів з французами

## Історія
Орієнтовно в 1570 році племена ірокезів об'єдналися в Конфедерацію. На початку 17 сторіччя ірокези налагоджують торговельні зв'язки з голландцями. Основним товаром слугує боброве хутро. Скоро в районі колонії Новий Амстердам (сучасний Нью-Йорк) були знищені всі бобри. Голландці вирішили озброїти могавків, для того, щоб вони могли відвоювати нові мисливські землі у інших племен. Це спричиняє так звані Боброві війни, що тривали до кінця 17 сторіччя. За іншою теорією голландці озброювали ірокезів для війни з французами, які почали активно колонізувати цю територію. Орієнтовно на той час Ліга нараховувала до 30 тисяч чоловік, що було набагато більше за інші розрізнені племена. Поява вогнепальної зброї дала ірокезам неймовірні переваги перед їхніми ворогами, вони тривалий час були найбоєздатнішою армією Північної Америки. Не зважаючи на постійні війни та смерть від європейських хвороб, кількість ірокезів майже не зменшувалася завдяки постійному захопленню полонених та їх багаточисельному приєднанню через обряди усиновлення. За спогадами французьких місіонерів на початку XVIII сторіччя серед ірокезів майже неможливо було вести проповіді їхньою рідною мовою, оскільки більшість етнічно вже не належали до першопочаткових шести племен.
Надавши вогнепальну зброю ірокезам, голландці спричинили великомасштабне переселення народів у Північній Америці. Одвічні вороги ірокезів — гурони, оттава, могікани були витіснені з цього регіону. Цікаво, що гурони, наприклад, належали до ірокезької мовної сім'ї, але не входили до складу Ліги. Переможені народи мусили просуватися вглиб континенту і витісняти племена оджибва та черокі. Багато алголкінських племен були витіснені в район Великих Озер.
У 1664 році Англія захопила Новий Амстердам. Англійці перебрали на себе роль голландців у торгівлі з ірокезами. Була створена ціла торгова мережа з купівлі хутра, в якому Ліга відігравала роль посередників з периферійними племенами. Незважаючи на посилення військової сили європейців у регіоні, ірокези продовжують бути однією з найсильніших армій континенту. Англійці використовували своїх індіанських союзників у війні з французами, які підтримували ворогів ірокезів. Під час так званих франко-ірокезьких воєн (1755—1763) французи були витіснені на територію сучасної Канади.
Ліга брала участь у Війні за незалежність на боці Великої Британії. Рейд генерала Саллівана розбив основні сили ірокезів і їх було розселено по резерваціях. Частина під проводом Джозефа Бранта переселилася в Канаду, де їх також розмістили у резервації. Там їхня кількість почала суттєво зменшуватися. Сучасна кількість ірокезів за переписом становить близько 125 000 чоловік (45 000 у Канаді і 80 000 у США). Цікаво, що в США за племінним переписом кількість ірокезів становить лише 30 000. Тобто 50 000 чоловік або є нащадками ірокезів, або приписують собі їхню національність.

## Українець— вождь ірокезів
У 1967 р. під час Всесвітньої виставки «Експо-67» у резервації неподалік Монреаля, Махмуд Есамбаєв познайомився з вождем одного з племен ірокезів, який у своїй хижі пригощав танцюриста горілкою, галушками та співав українську пісню. Ним виявився уродженець Полтавщини, льотчик-Герой Радянського Союзу Іван Даценко, якому вдалося втекти з радянського концтабору у Сибіру та дістатися Канади. Тут він одружився з індіанкою — єдиною дочкою вождя одного з племен ірокезів. Після смерті тестя Іван Даценко сам став вождем.

## Цікаві факти
- У світовій літературі широко відомий ірокез Гаявата (Хайовентха), герой поеми Генрі Лонгфелло, міфічний засновник Ліги ірокезів.
- Відомий американський учений Льюїс Генрі Морган, який прославився тим, що став одним з перших, хто почав вивчати сім'ю, був усиновлений ірокезьким плем'ям сенека.
- У минулому у ірокезів існував обряд повітряного поховання.
- Для передачі повідомлень та укладення договорів використовували нанизані на ремінці циліндричні намистини з раковин — вампум.